# Buchmarkt (Fachzeitschrift)
Buchmarkt (Eigenschreibweise: BuchMarkt) ist ein Nachrichtenportal für den deutschsprachigen Buchhandel. Es wurde 1966 als Ideenmagazin für den Buchhandel gegründet und erschien bis Ende 2024 als monatliche Fachzeitschrift.

## Geschichte
1966 entstand die Idee, eine unabhängige Fachzeitschrift für den deutschsprachigen Buchhandel herauszugeben. Am 10. Mai 1966 gründeten Klaus Werner, Eberhardt Dickert und Christian von Zittwitz hierfür den Verlag Junge Edition K. Werner GmbH, später umbenannt in Buchmarkt Verlag K. Werner GmbH. Das erste Heft wurde 1966 auf der Frankfurter Buchmesse vorgestellt.
Zu Beginn erschien Buchmarkt in zwei Ausgaben, steigerte sich jedoch jährlich. 1967 waren es bereits vier Hefte, 1968 sechs. Das Jahr darauf acht, 1970 zehn; und seit 1971 erscheint Buchmarkt monatlich.
Später wurde Christian von Zittwitz alleiniger Gesellschafter und verlegte 1997 den Firmensitz des Verlages von Düsseldorf nach Meerbusch-Ilverich. Seit 1998 gibt es zu Buchmarkt auch ein Online-Angebot. 2006 feierte das Magazin seinen 40. Geburtstag mit einer Jubiläumsausgabe: Branchen-Highlights aus 40 Jahren Buchmarkt. Als erster Journalist überhaupt erhielt Christian von Zittwitz 2009 vom Börsenverein des Deutschen Buchhandels die goldene Ehrennadel.
Zum 1. Oktober 2022 hat die buchhändlerische Genossenschaft eBuch den Verlag übernommen. Christian von Zittwitz blieb bis zu seinem Tod 2023 Herausgeber des Magazins. Ebenso blieben Redaktion und Firmensitz erhalten.
Seit Anfang 2024 erscheinen im Buchmarkt die Listen der Spiegel-Bestseller, die zuvor das inzwischen eingestellte Fachmagazin Buchreport publizierte. Im August 2024 wurde bekannt, dass auch Buchmarkt eingestellt werde. Die letzte Ausgabe sei für Dezember 2024 geplant. Als wichtigster Grund wurde der Einbruch der Anzeigenerlöse seit dem zweiten Halbjahr 2023 genannt. Dadurch sei eine geordnete Finanzplanung nicht mehr möglich gewesen. Im Dezember kündigte der Geschäftsführer an, das Magazin ab 2025 als digitales Angebot weiterzuführen.

## Initiativen
Seit 2000 wird jährlich auf der Leipziger Buchmesse der „Buchmarkt-AWARD“ verliehen. Die Auszeichnung ist eine Kooperation zwischen Buchmarkt, Leipziger Buchmesse, Spiegel, Die Welt und Mohn Media.
Seit 2003 zeichnet Buchmarkt jährlich die „Buchhandlung des Jahres“ aus: ein  Unternehmen im deutschsprachigen Raum, das  kompetente Beratung, ein ausgewogenes Warenangebot, einfallsreiche Präsentation und gutes Marketing sowie wirtschaftlichen Erfolg aufweist.

## Kooperationen
Seit 2005 besteht eine Kooperation zwischen Buchmarkt und Uni-online: Buchmarkt-College, das Bildungsportal für den Buchhandel.
Seit 2000 existiert das BuchmarktFORUM, eine Kooperation zwischen Buchmarkt und HypoVereinsbank, die einen Informationsaustausch zwischen Verlagen und Buchhandlungen unterstützen soll.

## Verleger des Jahres
Seit 1994 zeichnet Buchmarkt eine/n „Verleger/in des Jahres“ aus.
Die Preisträger waren:
- 1994 Marcel Nauer (arsEdition)
- 1995 Michael Krüger (Carl Hanser Verlag)
- 1996 Lothar Menne
- 1997 Christian Strasser (Pendo Verlag)
- 1998 Viktor Niemann (Piper Verlag)
- 1999 Gottfried Honnefelder (DuMont Buchverlag)
- 2000 Wolfgang Balk (Deutscher Taschenbuch Verlag)
- 2001 Thomas Carl Schwoerer (Campus Verlag)
- 2002 Monika Thaler (Frederking & Thaler)
- 2003 Friedrich-Karl Sandmann (Zabert Sandmann Verlag)
- 2004 Karl Blessing (Karl Blessing Verlag)
- 2005 Helge Malchow (Kiepenheuer & Witsch)
- 2006 Antje Kunstmann (Verlag Antje Kunstmann)
- 2007 Claudia Baumhöver (Der Hörverlag)
- 2008 Monika Schoeller (S. Fischer Verlag)
- 2009 Klaus Humann (Carlsen Verlag)
- 2010 Ulrich Genzler (Heyne Verlag)
- 2011 Wolfgang Beck (Verlag C.H. Beck)
- 2012 Lothar Schirmer (Schirmer/Mosel Verlag)
- 2013 Hans-Peter Übleis (Droemer Knaur)
- 2014 Georg Reuchlein (Luchterhand Literaturverlag)
- 2015 Lucien Leitess (Unionsverlag)
- 2016 Klaus Schöffling (Schöffling & Co.)
- 2017 Andreas Rötzer (Matthes & Seitz Berlin)
- 2018 Susanne Schüssler (Verlag Klaus Wagenbach)
- 2019 Christoph Links (Ch. Links Verlag)
- 2020 Thedel von Wallmoden
- 2021 Regina Kammerer („btb, Luchterhand“)